# Prążkowie
Prążkowie (łac. striatum) – część kresomózgowia, na którą składają się jądro ogoniaste (nucleus caudatus) i skorupa (putamen).